# Marcin Krasicki
Marcin Krasicki herbu Rogala (ur. 1574, zm. 7 września 1631 w Przemyślu) – wojewoda podolski w latach 1630–1631, kasztelan lwowski w latach 1618–1630, krajczy królowej w 1606, starosta przemyski w latach 1616–1631, bolimowski w 1596 roku, lubomelski w 1599 roku.

## Życiorys
Był synem kasztelana przemyskiego Stanisława i Anny z Żurawińskich (1. v. Bernardowa Potocka). Studiował na uniwersytetach w Grazu, Ingolstadt i Rzymie. W 1592 roku był dworzaninem królewskim. W 1596 został starostą bolimowskim. Po ojcu odziedziczył Krasiczyn wraz z przyległymi wioskami. Należał do zaufanych stronników króla Zygmunta III Wazy, który powierzył mu godność krajczego królowej Konstancji. Poseł na sejm nadzwyczajny 1613 roku z województwa ruskiego. W 1616 został kasztelanem lwowskim i starostą przemyskim. W opinii współczesnych i potomnych, był tym, który zlikwidował w swoim starostwie bezprawie i anarchię. Przeprowadzał egzekucje wyroków sądowych m.in. na synach starosty zygwulskiego Stanisława Stadnickiego. W 1617 uczestniczył w wyprawie Stanisława Żółkiewskiego przeciw Tatarom. W 1630 został wojewodą podolskim. W 1631 był posłem do cesarza Ferdynanda, który obdarzył go tytułem hrabiego Cesarstwa.
Należał do najwybitniejszych mecenasów sztuki swoich czasów. Fundator kościoła Karmelitów bosych w Przemyślu. Jego staraniem został rozbudowany rodowy zamek w Krasiczynie (w latach 1598–1631), który stał się wspaniałym przykładem architektury i zdobnictwa doby manieryzmu. Sprowadzał licznych artystów i rzemieślników z Francji i Włoch - wśród nich m.in. Galeazzo Appiani. Był fundatorem kościoła karmelitów w Przemyślu i parafialnego w Krasiczynie. Rozpoczął odbudowę zamku w Przemyślu. Zapisał kościołom i szpitalom przemyskim sumę 25000 złp.
Z małżeństwa z Barbarą Tarnowską nie miał dzieci. Majątek krasiczyński wraz z dobrami Tarnawce, Korytniki, Śliwnica, Krasice, Mielnów, Krzywcza, Wola Krzywiecka, Kupna, Chyrzyna, Chyrzynka i Średnia zapisał swojemu bratankowi Marcinowi. Został pochowany w podziemiach kościoła Karmelitów w Przemyślu.

## Galeria

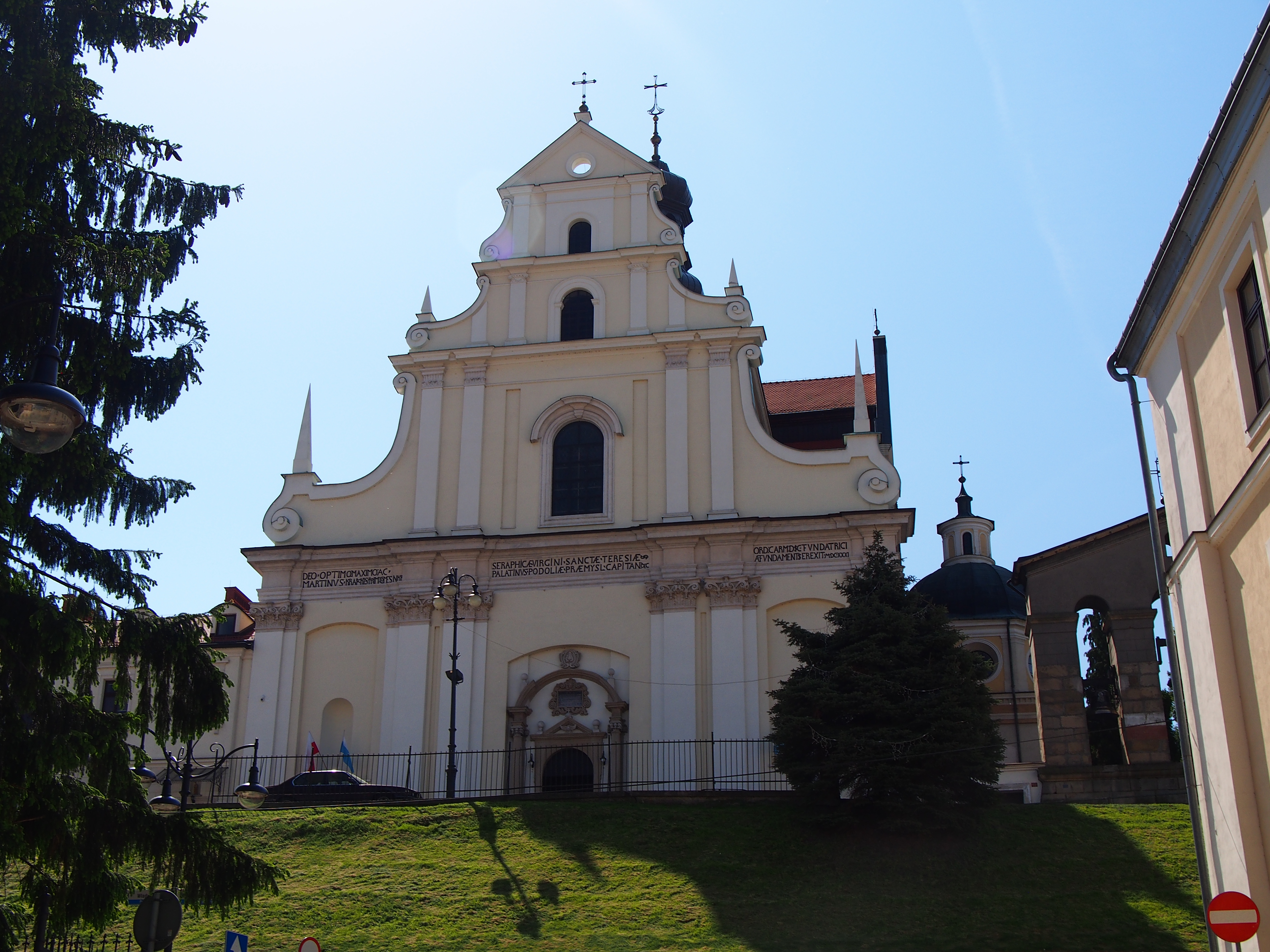
Kościół karmelitów (fundacja)
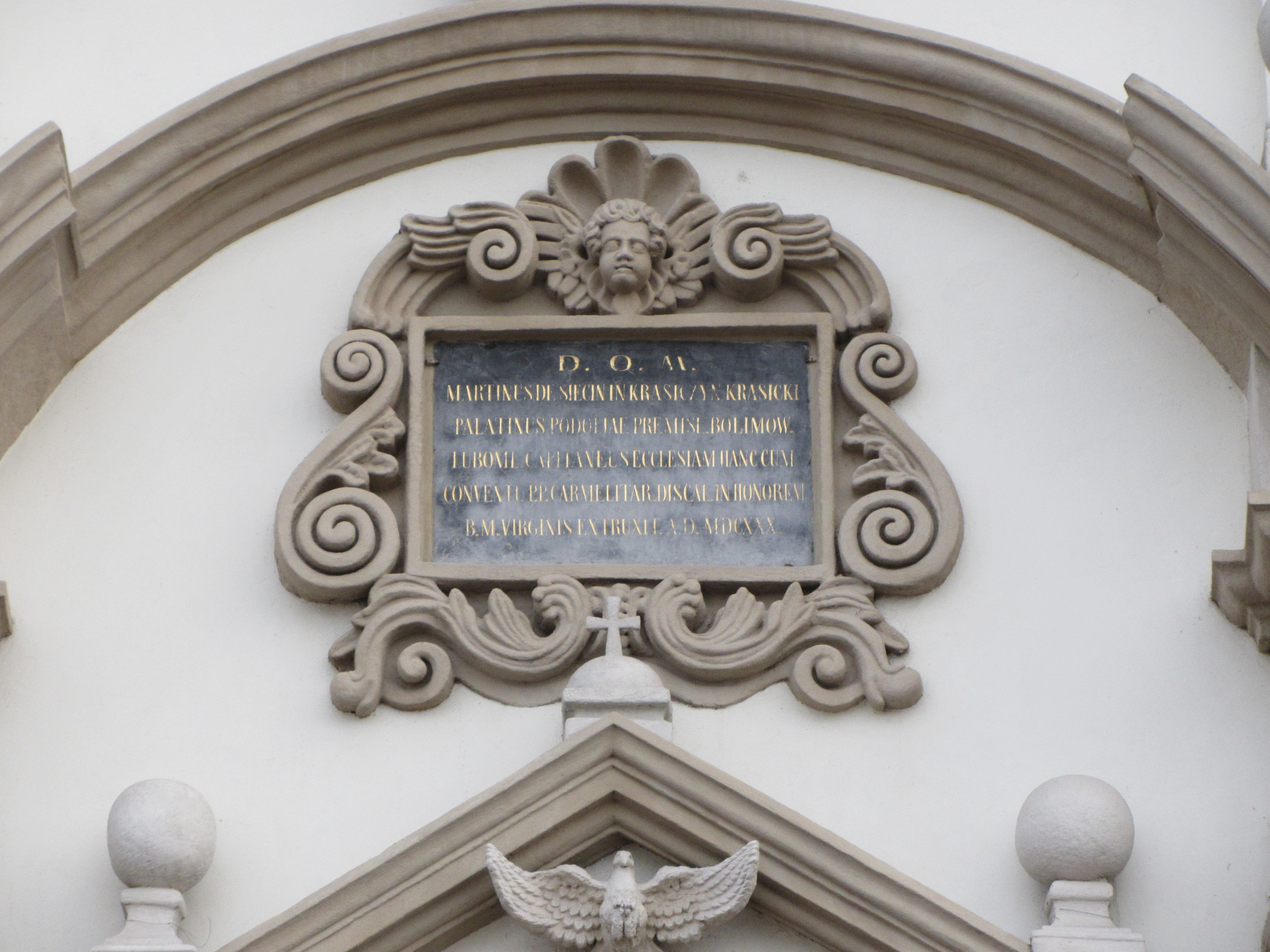
Tablica na kościele z nazwiskiem fundatora
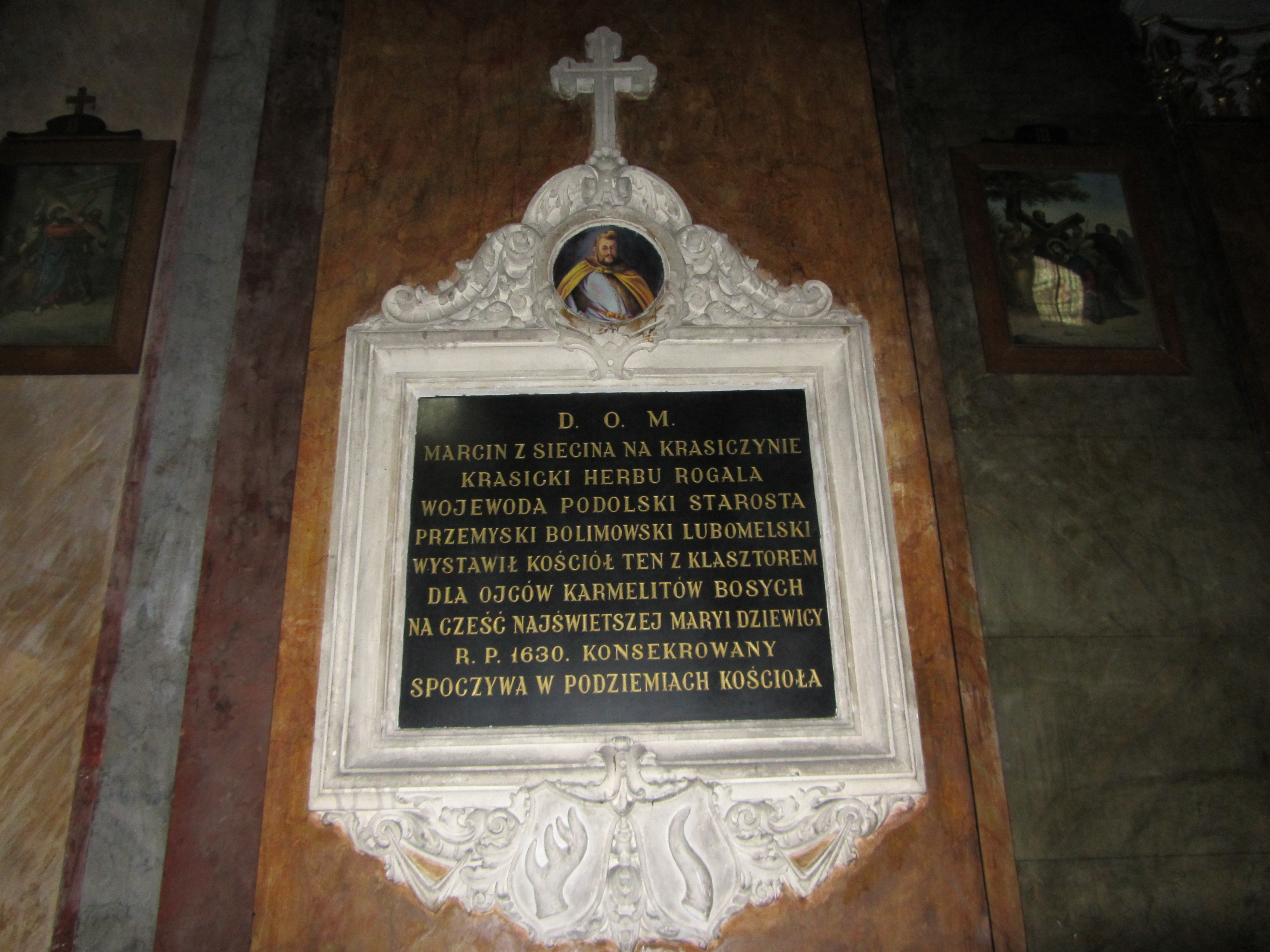
Tablica wewnątrz kościoła
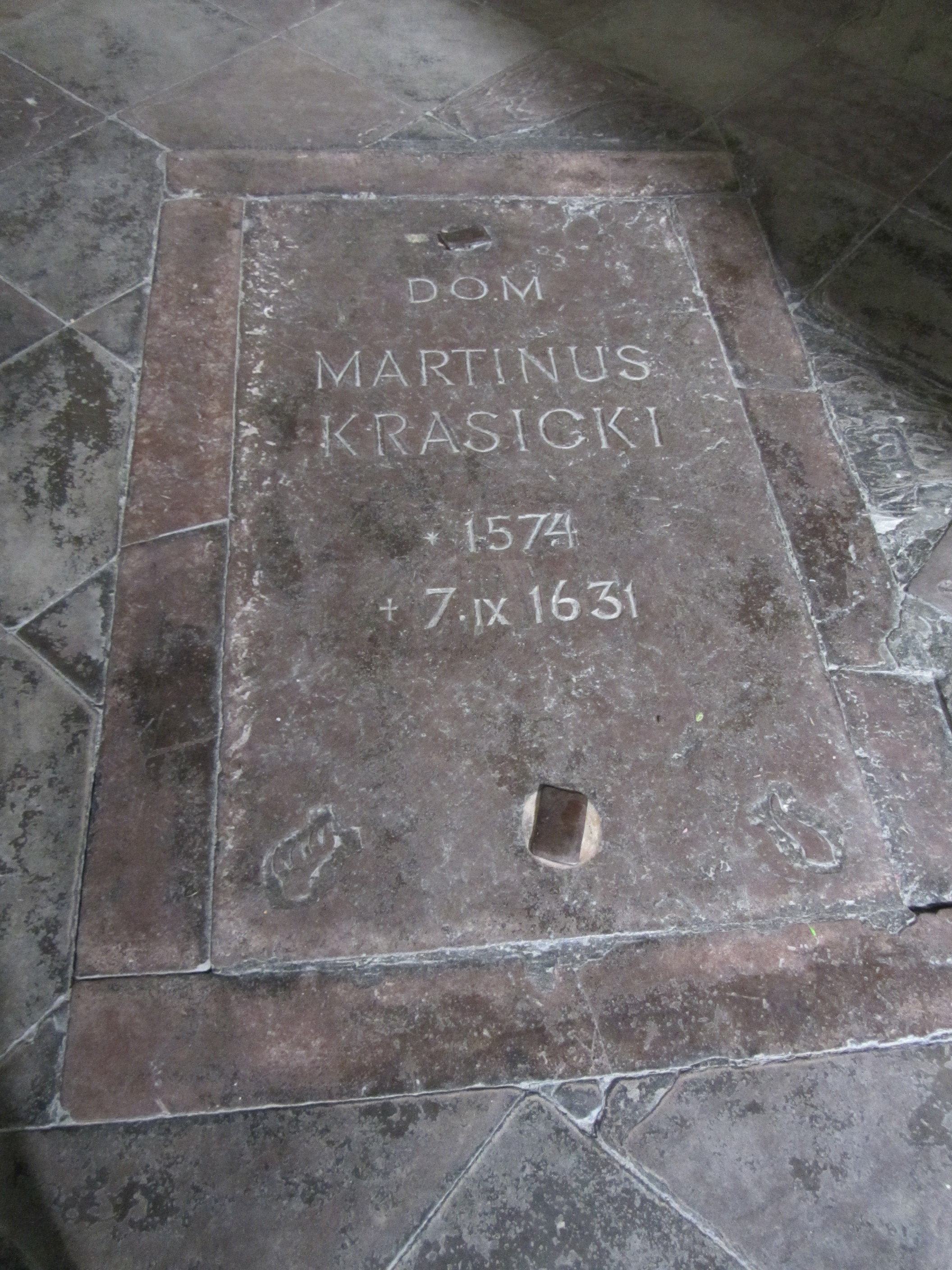
Inskrypcja nagrobna w kościele karmelitów